# Bonsoir mon amour
Bonsoir mon amour est une chanson créée et interprétée par Dalida et sortie en 1965. Composée en tant que pièce instrumentale par Celeste Raffaele Rosso dit Nini Rosso, à partir de la vieille sonnerie militaire de l'armée américaine Taps, attribuée à Daniel Butterfield, cette œuvre est retravaillée, en collaboration avec Rosso, par Willy Brezza (it) et un 45 tours sort avec succès en Italie sous le titre Il silenzio en 1964. Une version avec des paroles en français est écrite par Hubert Ballay et, interprétée par Dalida, est vendue en 1965 à plus de 150 000 exemplaires en France. 
La chanson fut aussi un grand succès dans le monde entier sous le titre italien Il Silenzio.

## Classements hebdomadaires

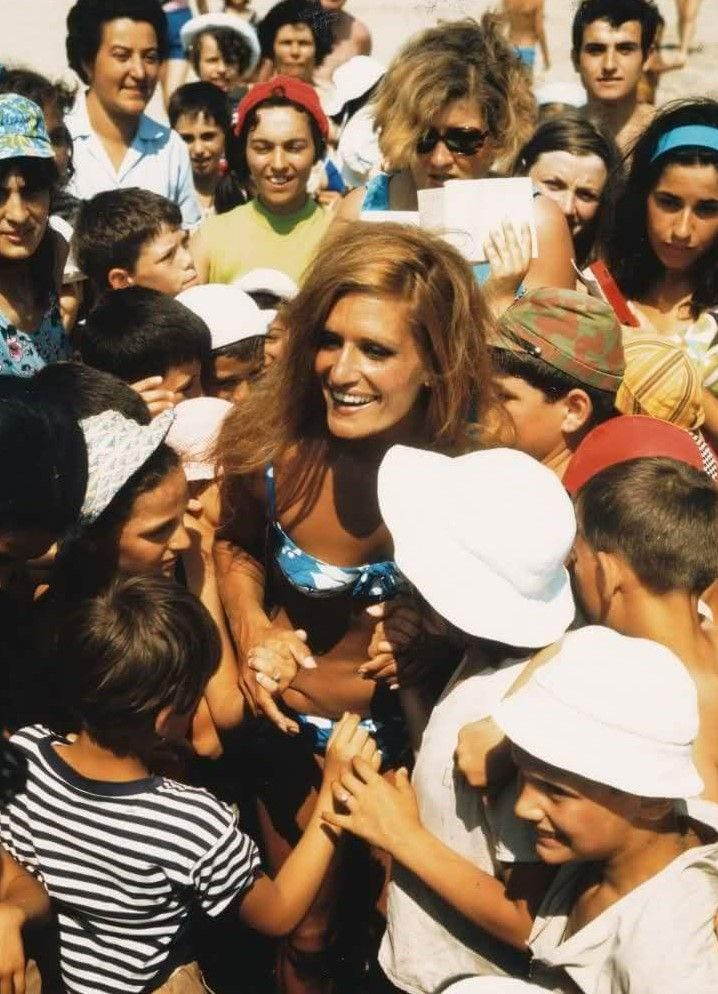
Dalida entourée de fans

| Pays (1965/1966) | Meilleure position (Dalida) |
| ---------------- | --------------------------- |
| France           | 5                           |
| Brésil           | 5                           |
| Italie           | 1                           |
| Québec           | 3                           |
| Argentine        | 10                          |
| Turquie          | 10                          |
| Espagne          | 16                          |
| Wallonie         | 13                          |